# Самохідна артилерійська установка

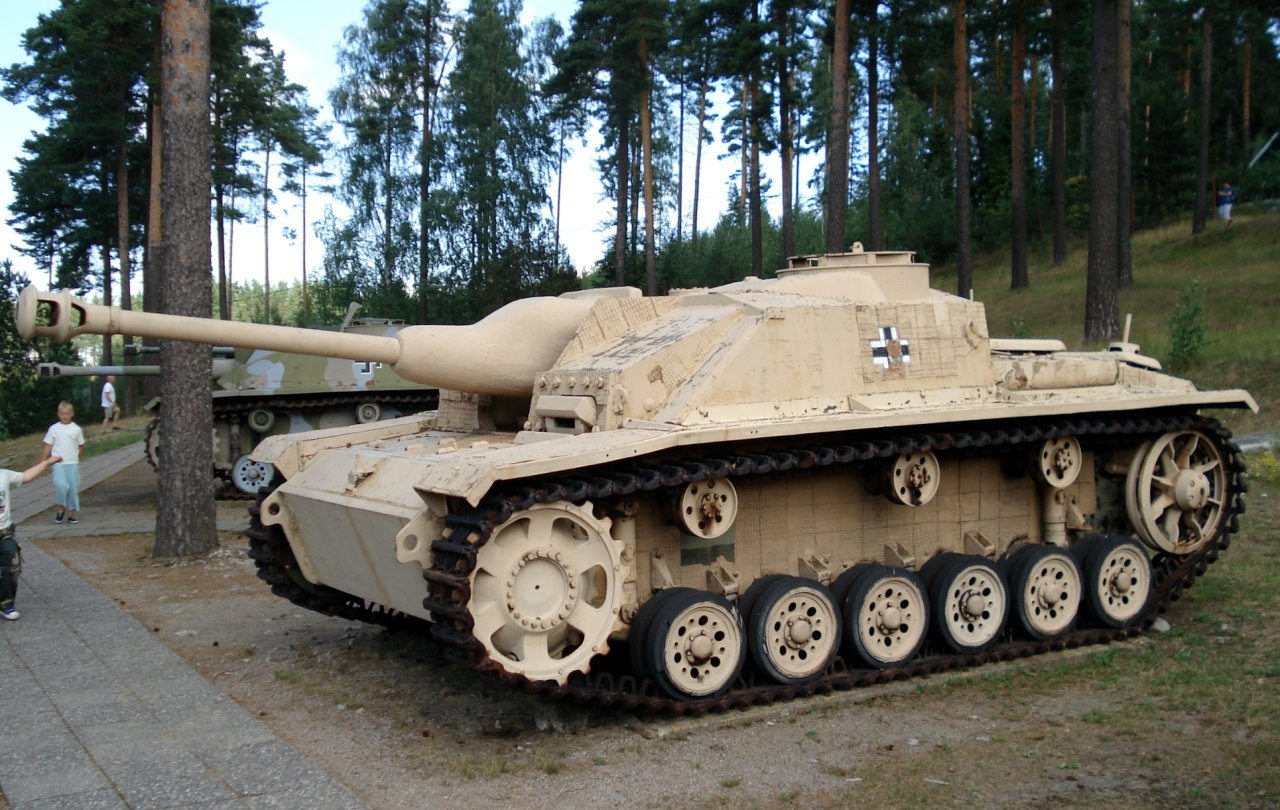
Німецька 75-мм самохідна артилерійська установка (штурмова гармата) StuG III часів Другої світової війни. Німеччина

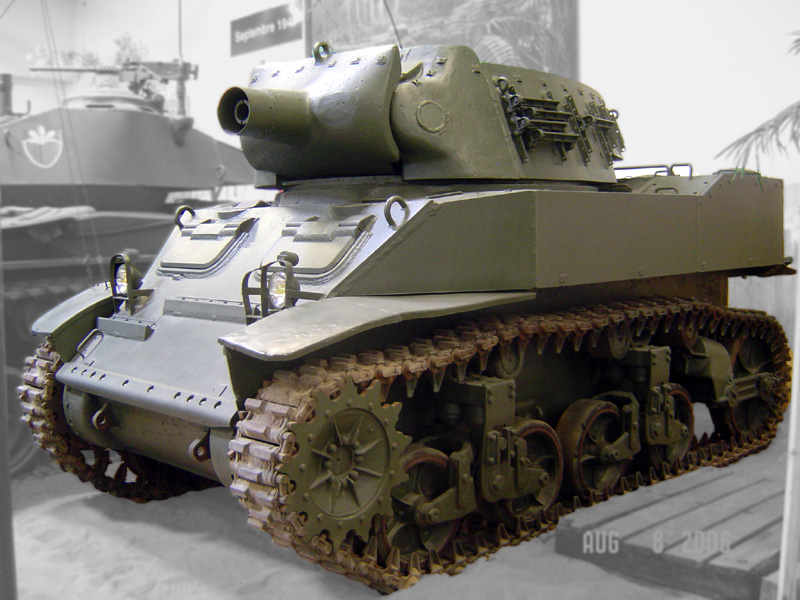
75-мм самохідна гаубиця М8. США

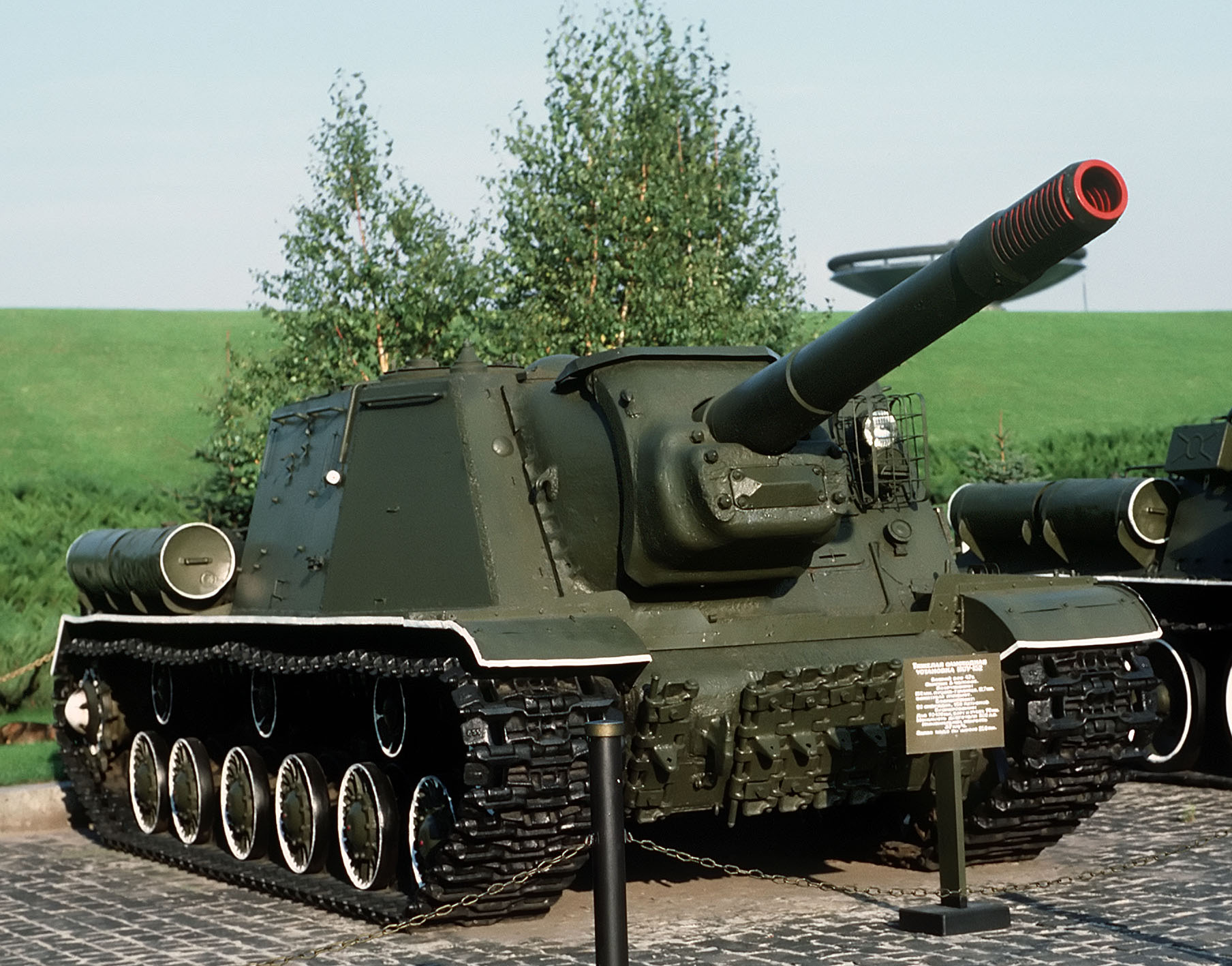
152-мм ПТ-САУ ІСУ-152. СРСР

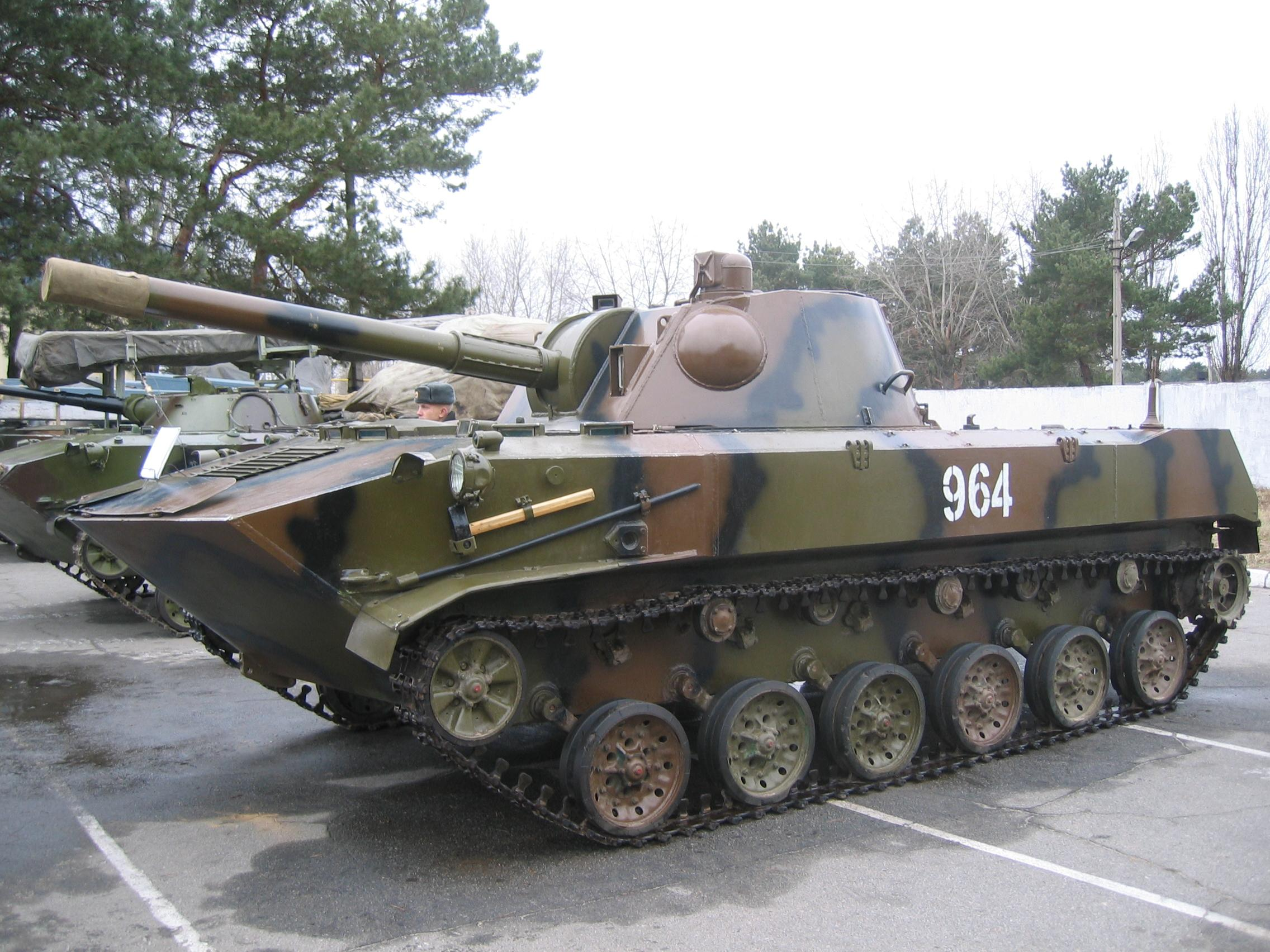
Самохідна артилерійська установка 2С9 «Нона». Україна

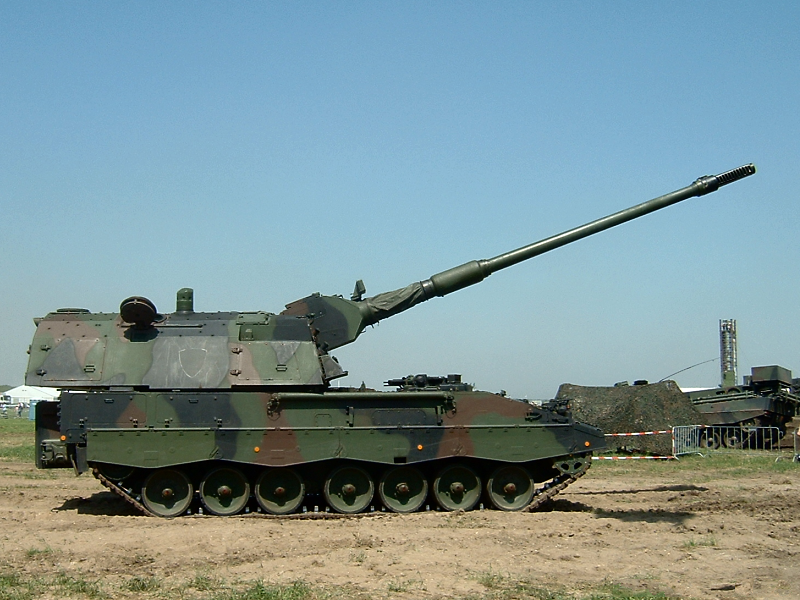
155-мм самохідна артилерійська установка PzH 2000. Німеччина

Самохі́дна артилері́йська устано́вка (САУ) — артилерійська система на саморухомій базі, яка призначена для безпосереднього вогневого супроводу танків та піхоти в бою, виконання завдань артилерійської підтримки рухомих з'єднань та боротьби з танками противника. У широкому сенсі слова всі озброєні гарматами бойові машини можна розглядати як САУ. Проте у вузькому сенсі до САУ відносять колісні і гусеничні бойові машини з гарматним або гаубичним озброєнням, що не є танками або бронеавтомобілями.
Дуже різноманітні САУ за видами та призначенням; вони можуть бути як броньованими так і неброньованими, використовувати колісне або гусеничне шасі, мати баштове або фіксоване монтування гармати. Деякі з САУ з баштовою установкою гармат за формою дуже сильно нагадують танк, проте, вони відрізняються від танка балансом «броня-озброєння» і тактичним застосуванням. Відомими підтипами САУ є штурмові гармати та винищувачі танків.

## Історія
Історія самохідних артилерійських установок починається разом з історією гарматних важких бронеавтомобілів на початку 20-го століття і розвитком танків в Першій світовій війні. Більш того, з сьогоднішньої точки зору перші французькі танки «Сен-Шамон» і «Schneider CA1» є аналогом пізніших САУ класу штурмових гармат, ніж справжніми танками.
Середина і друга половина XX століття були часом бурхливого розвитку всіляких самохідно-артилерійських установок у ведучих промислово- і військово-розвинутих країнах. Досягнення військової науки початку XXI століття (висока точність вогню, електронні системи позиціювання і наведення) дозволили САУ на думку деяких фахівців зайняти провідне місце серед іншої бронетехніки (яке раніше неподільно належало танкам). Навіть стриманіші оцінки визнають високу роль самохідної артилерії в умовах сучасного бою.

## Відмінності САУ від танка
САУ створені для виконання інших завдань, ніж танки, тому мають значні відмінності від них. Самохідні артилерійські установки мають значно більшу дальність стрільби, ніж танкові гармати, і їм не потрібно так близько наближатися до противника, тому вони зіштовхуються з меншою вогневою протидією — що вимагає дещо менший рівень захисту і значно більші габарити (зокрема — висота).
Броня САУ призначена, перш за все, для захисту від стрілецької зброї десанту і розвідувальних підрозділів противника, що визначає відсутність динамічного та активного захисту.
При цьому потужність озброєння артилерійських установок значно більша, ніж у танків. Це визначає більшу довжину і вагу ствола, досконаліше навігаційне і прицільне обладнання, наявність балістичних обчислювачів і інших допоміжних приладів, які поліпшують ефективність стрільби. Також є відмінності у тактиці застосування САУ від танкової («ударив — відступив», атака із засідок і т. д.)

## Перелік САУ

### Холодна війна
- DANA
- M109 (САУ)
- Bandkanon 1[en]

### Сучасні
- Мста-С
- PzH 2000
- Zuzana
- CAESAR
- K9 Thunder
- AS-90
- AHS Krab
- 2С22 «Богдана»
- RCH 155